# Ванцоне-кон-Сан-Карло
Ванцоне-кон-Сан-Карло (итал. Vanzone con San Carlo) — коммуна в Италии, располагается в области Пьемонт, в провинции Вербано-Кузьо-Оссола.
Население составляет 450 человек (2008 г.), плотность населения составляет 28 чел./км². Коммуна занимает площадь 16 км². Почтовый индекс — 28879. Телефонный код — 0324.
Покровителем населённого пункта считается святая Екатерина Сиенская.

## Демография
Динамика населения:

## Администрация коммуны
- Официальный сайт: http://www.comune.vanzoneconsancarlo.vb.it Архивная копия от 27 октября 2016 на Wayback Machine